# Filmåret 1991

## Årets filmer

### Siffra (1,2,3...) eller specialtecken (@,$,?...)
- 29th Street

### A - G
- Barton Fink
- Benjamins kvinna
- Brudens far
- Cape Fear
- City Slickers - jakten på det försvunna leendet
- Delikatessen
- Den ofrivillige golfaren
- Den siste scouten
- Doc Hollywood
- Dyningar
- Dödlig hämnd
- Ett paradis utan biljard
- Ett tufft jobb
- Europa
- Familjen Addams
- Fisher King
- Freud flyttar hemifrån...

### H - N
- Highlander 2
- Hook
- Hot Shots! Höjdarna![1]
- JFK
- Johnny Tandpetaren
- Jungle Fever
- Madame Bovary
- Mayrig
- När lammen tystnar

### O - U
- Once Around
- The Photographer's Wife
- Point Break - dödens utmanare
- Riktiga män bär alltid slips
- Robin Hood - Prince of Thieves[2]
- Rush
- Serverat för trubbel[3]
- Skönheten och odjuret[4]
- Sova med fienden
- Star Trek 6
- Stekta gröna tomater på Whistle Stop Café
- Stickmen
- Stinsen brinner... filmen alltså (premiär 6 september 1991)[5]
- Teenage Mutant Ninja Turtles II: The Secret of the Ooze[6]
- Terminator 2 - Domedagen[7]
- Thelma & Louise
- Toy Soldiers

### V - Ö
- Veronikas dubbelliv
- Väntan på syndafloden
- Zombie and the Ghost Train
- Önskas

## Oscarspriser(i urval)
| Kategori                  | Vinnare                                                        |
| ------------------------- | -------------------------------------------------------------- |
| Bästa film                | När lammen tystnar                                             |
| Bästa regi                | Jonathan Demme (När lammen tystnar)                            |
| Bästa manliga huvudroll   | Anthony Hopkins (När lammen tystnar)                           |
| Bästa kvinnliga huvudroll | Jodie Foster (När lammen tystnar)                              |
| Bästa manliga biroll      | Jack Palance (City Slickers - jakten på det försvunna leendet) |
| Bästa kvinnliga biroll    | Mercedes Ruehl (Fisher King)                                   |
| Bästa utländska film      | Jag älskar soldater! (Mediterraneo Italien)                    |

För komplett lista se Oscarsgalan 1992.

## Födda
- 4 april – Jamie Lynn Spears, amerikansk skådespelerska, syster till Britney Spears.
- 26 maj – Julianna Rose Mauriello, amerikansk skådespelerska.
- 3 juni – Natasha Dupeyron, mexikansk skådespelerska.
- 18 juni – Willa Holland, amerikansk skådespelare.
- 12 juli – Erik Per Sullivan, amerikansk skådespelare.
- 20 oktober – Kirsten Olson, amerikansk konståkerska och skådespelare.
- 10 december – Zoe Keller, amerikansk skådespelare.

## Avlidna
- 10 januari – Jan von Zweigbergk, 65, svensk skådespelare och regiassistent.
- 22 januari – Lennart Landheim, 70, svensk filmproducent och inspicient.
- 26 januari – Hans Strååt, 73, svensk skådespelare.
- 7 februari – Werner Fuetterer, 85, tysk skådespelare.
- 23 februari – Lennart Tollén, 58, svensk skådespelare.
- 9 mars – Greta Bjerke, 80, svensk sångerska och skådespelare.
- 16 april – David Lean, 83, brittisk regissör.
- 22 april – Marianne Stjernqvist, 66, svensk skådespelare.
- 17 maj – Göthe Grefbo, 69, svensk skådespelare.
- 27 maj – Helge Mauritz, 87, svensk skådespelare och sångare.
- 2 juni – Hans Lagerkvist, 67, svensk regissör, producent, och skådespelare.
- 16 juni – Adina Mandlová, 81, tjeckisk skådespelare.
- 19 juni
  - Jean Arthur, 90, amerikansk skådespelare.
  - Tony Williamson, 58, brittisk manusförfattare.
- 24 juni – Nils Ahlroth, 71, svensk underhållare och skådespelare.
- 26 juni – Öllegård Wellton, 59, svensk skådespelare.
- 1 juli – Michael Landon, 54, amerikansk skådespelare, regissör och sångare.
- 4 juli – Martin Söderhjelm, 78, svensk skådespelare, regissör, dramaturg och författare.
- 22 augusti – Sven Löfgren, 84, svensk rekvisitör och skådespelare.
- 8 september – Brad Davis, 41, amerikansk skådespelare.
- 11 september – Bertil Anderberg, 78, svensk skådespelare.
- 18 oktober – Gunnar Sønstevold, 78, norsk kompositör, arrangör av filmmusik.
- 6 november – Gene Tierney, 70, amerikansk skådespelare.
- 20 november – Inga-Lill Åhström, 83, svensk skådespelare.
- 3 december – Arthur Fischer, 94, svensk skådespelare, författare, skulptör, akvarellist och tecknare.
- 4 december – Maud Walter, 78, svensk skådespelare.
- 6 december – Majlis Granlund, 66, finlandssvensk skådespelare.
- 8 december – Sonja Looft, 95, svensk skådespelare.
- 25 december – Orane Demazis, 97, fransk skådespelerska.

### Fotnoter
1. ↑  IMDB, läst 1 mars 2012
2. ↑  IMDB, läst 1 mars 2012
3. ↑  IMDB, läst 23 april 2012
4. ↑  IMDB, läst 1 mars 2012
5. ↑  IMDB, läst 1 mars 2012
6. ↑  IMDB, läst 29 februari 2012
7. ↑  IMDB, läst 1 mars 2012